# Derya Mutlu
Derya Mutlu (* 5. August 1977 in Bremen) ist eine türkischstämmige, in Deutschland lebende Sängerin und Komponistin.

## Leben und Wirken
Derya Mutlu wurde 1977 in Bremen geboren. Ihre Eltern stammen aus der türkischen Schwarzmeerregion Trabzon. Sie hat zwei Geschwister.
1996 gründet sie mit ihrer älteren Schwester Sema das Rap/Soul-Duo Mutlu, das mit deutschsprachigen Texten auf sich aufmerksam machen sollte. Im darauffolgenden Jahr erscheinen Debütsingle und Debütalbum. Udo Lindenberg engagierte die Schwestern daraufhin als Begleitung für seine Belcanto-Tournee mit dem Filmorchester Babelsberg.
2001 erhielt Mutlu gemeinsam mit Paul Vincent Gunia, Tito Larriva und Sema Mutlu den Deutschen Fernsehpreis für ihre Filmmusik zu Der Schrei des Schmetterlings (1999) sowie einen weiteren Preis. Eine geplante Soundtrackveröffentlichung kam dennoch nicht zustande. 
Seit 2005 tritt sie auch unter dem Namen „Derby“ mit dem „Derby Orchestra“ auf.